# Рајнс Прибус
Рајнс Прибус (енгл. Reince Priebus; 18. марта 1972) је амерички републикански политичар и правник који врши дужност председника Републиканског националног комитета од 2011. године.
Након председничких избора у новембру 2016. новоизабрани председник Доналд Трамп именовао га је на место шефа кабинета Беле куће. Био је шеф кабинета од јануара до крајем јула 2017.

## Биографија
Рођен у породици електричара немачког порекла и агентице некретнина грчког порекла, Прибус је своју политичку каријеру започео за време студија, прикључивши се републиканцима на Универзитету Висконсина у Вајтвотеру. Након што је завршио студије права на Универзитету у Мајамију постао је партнер адвокатске фирме Мајкл Бест и Фридрих у Милвокију. Први покушај активнијег бављења политиком су му избори за сенат државе Висконсин 2004. где је остао без успеха, јер је поражен од демократског кандидата Роберта Вирха.
Упркос тога је 2007. године изабран за председника Републиканске странке Висконсина где се истакао организацијским способностима, као и стварањем чврстих веза Републиканске странке са Покретом чајанки. Његови напори су на изборима 2010. године резултовали преузимањем места гувернера и већине у оба дома државне скупштине Висконсина, што је успех који је републиканцима дуго времена измицао у тој традиционално демократима приврженој држави. Тај је успех такође лансирао каријере гувернера Скота Вокера и конгресмена Пола Рајана, који ће постати и истакнуте републиканске личности на националној сцени.
Прибус се након тога 2011. кандидовао на изборима за председника Републиканског националног комитета, на којима је успео да смени Мајкла Стила. Под његовим вођством странка је на председничким изборима 2012. доживела неуспех у покушају да преко кандидата Мита Ромнија преузме Белу кућу. Прибус је упркос тога успео да задржи место председника РНК. То је искористио како би наручио детаљно истраживање о узроцима изборног пораза, а кога су амерички медији прогласили „аутопсијом странке”. Резултат је био документ објављен у пролеће 2013. године у коме се наводи како странка, уколико жели да се равноправно такмичи са демократима на националној сцени, мора да помери своје ставове према центру. Након тога, странка је уложила већи напор да би на своју страну придобила Афроамериканце, Хиспано Американце и друге припаднике мањина. Под Прибусовим вођством, странка је на изборима 2014. постигла велики успех и од демократа преузела већину у Сенату САД.
Прибус је одиграо важну улогу у председничким изборима 2016. године пре свега у фази страначких предизбора. У њима је заузео и чврсто држао неутралан став, сматрајући да се странка, без обзира на жестину неслагања међу кандидатима, мора ујединити око номинованог кандидата. Након што се испоставило да ће то бити Трамп, Прибус је, за разлику од великог дела страначког естаблишмента који је позивао на бојкот избора, независне кандидатуре или чак јавно подржавао демократску кандидаткињу Хилари Клинтон, њему пружио не само недвосмислену подршку него и своје богато искуство теренског организатора ставио на располагање. Због тога се великим делом управо њему приписује Трампова победа на изборима.